# Championnat de Malte de football 1922-1923
Navigation
Saison précédente Saison suivante
La saison 1922-1923 de First Division Maltaise est la douzième édition de la première division maltaise.
Lors de cette saison, le Floriana FC a tenté de conserver son titre de champion face aux cinq meilleurs clubs maltais lors d'une série de matchs se déroulant sur toute l'année.
Les six clubs participants au championnat ont été confrontés une fois aux cinq autres.
C'est le Sliema Wanderers FC qui a été sacré champion de Malte pour la deuxième fois.

## Les six clubs participants
| Club                | Stade            | Capacité | Ville      |
| ------------------- | ---------------- | -------- | ---------- |
| Floriana FC         | -                | -        | Floriana   |
| Hamrun Spartans     | Victor Tedesco   | 6 000    | Hamrun     |
| Sliema Wanderers FC | Guze Fava Ground | 4 000    | Sliema     |
| Sliema Rangers      | -                | -        | Sliema     |
| Valletta United     | -                | -        | La Valette |
| Vittoriosa Rovers   | -                | -        | Vittoriosa |

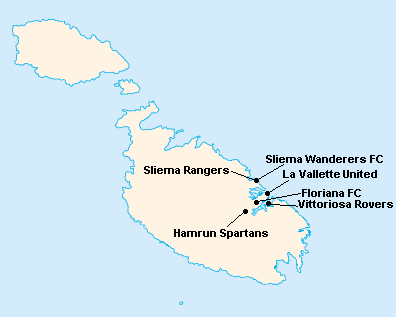
Localisation des clubs engagés dans le championnat.

L'île de Malte étant relativement petite, les clubs évoluent tous au stade National Ta'Qali (17 400 places). Certains cependant ont leur propre enceinte qu'ils peuvent éventuellement utiliser.

## Compétition

### Classement
| Rang | Équipe                | Pts | J | G | N | P | Bp | Bc | Diff |
| ---- | --------------------- | --- | - | - | - | - | -- | -- | ---- |
| 1    | Sliema Wanderers FC   | 10  | 5 | 5 | 0 | 0 | 10 | 1  | +9   |
| 2    | Floriana FC (T)       | 8   | 5 | 4 | 0 | 1 | 13 | 1  | +12  |
| 3    | Sliema Rangers        | 5   | 5 | 2 | 1 | 2 | 3  | 5  | -2   |
| 4    | Hamrun Spartans       | 4   | 5 | 2 | 0 | 3 | 2  | 6  | -4   |
| 5    | Vittoriosa Rovers (P) | 3   | 5 | 1 | 1 | 3 | 3  | 9  | -6   |
| 6    | Valletta United       | 0   | 5 | 0 | 0 | 5 | 1  | 10 | -9   |

| Légende : Qualifications et relégations | Légende : Qualifications et relégations                  |
| --------------------------------------- | -------------------------------------------------------- |
|                                         | Relégation en Second Division Maltaise                   |
|                                         | (T) : Tenant du titre 1921-1922 (P) : Promu en 1921-1922 |

## Bilan de la saison
| Tableau d'Honneur       |                     |
| Compétition             | Vainqueur           |
| First Division Maltaise | Sliema Wanderers FC |

| Promotions et relégations            |                             |
| Relégués en Second Division Maltaise | Floriana FC Hamrun Spartans |
| Promus de Second Division Maltaise   | Msida Rovers                |